# Gruffy
Gruffy település Franciaországban, Haute-Savoie megyében. Lakosainak száma 1497 fő (2022. január 1.). Gruffy Allèves, Cusy, Héry-sur-Alby, Leschaux, Mûres és Viuz-la-Chiésaz községekkel határos.

## Népesség
A település népességének változása:
| Lakosok száma | 1534 | 1580 | 1655 | 1567 | 1545 | 1522 | 1508 | 1503 | 1497 |
|               | 2013 | 2015 | 2016 | 2017 | 2018 | 2019 | 2020 | 2021 | 2022 |